# SBS Biz NEWS 18
《SBS Biz NEWS 18》은 SBS Biz에서 평일 오후 5시 55분부터 저녁 6시 30분에 방송하는 TV 뉴스 프로그램이다.

## 방송시간
- 평일 오후 5시 55분 ~ 저녁 6시 30분

## 출연자
- 신 욱 앵커 / (SBS BIZ 제작팀 팀장)